# Lactuca parishii
Lactuca parishii là một loài thực vật có hoa trong họ Cúc. Loài này được Craib mô tả khoa học đầu tiên năm 1936.